# Antonius Cleveland
Antonius Cleveland, né le 2 février 1994, à Memphis dans le Tennessee, est un joueur américain de basket-ball. Il évolue au poste d'arrière.